# Caesalpinia latisiliqua
Caesalpinia latisiliqua là một loài thực vật có hoa trong họ Đậu. Loài này được (Cav.) Hattink miêu tả khoa học đầu tiên.